# Kisioku Júdzsi
Kisioku Júdzsi (Muroran, 1954. április 2. –) japán válogatott labdarúgó.

## Nemzeti válogatott
A japán válogatottban 10 mérkőzést játszott, melyeken 2 gólt szerzett.

## Statisztika
| Japán válogatott | Japán válogatott | Japán válogatott |
| Időszak          | Mérk.            | gól              |
| ---------------- | ---------------- | ---------------- |
| 1979             | 5                | 0                |
| 1980             | 5                | 2                |
| Összesen         | 10               | 2                |